# バベット・ペーター
バベット・ペーター（Babett Peter、1988年5月12日 - ）は、ドイツ・ザクセン州オーシャッツ出身のプロサッカー選手。ドイツ女子代表。レアル・マドリード・フェメニーノ所属。ポジションはDF。

## 経歴

### クラブ
小学生の頃からプレーを始め、9歳でFSVオーシャッツという地元のサッカークラブに入団した。後に1.FCロコモティフ・ライプツィヒの女子チームに移籍。この頃既に周囲から高い評価を受けており、年代別のドイツ代表に選出されるようになった。
2005–06シーズンのウィンターブレーク後、国内屈指の強豪クラブである1.FFCトゥルビネ・ポツダムに移籍した。2007年9月、これまでの活躍が評価されフリッツ・ヴァルター・メダルの女子部門で金メダルを受賞した。2009-10シーズンのUEFA女子チャンピオンズリーグ決勝はPK戦までもつれたが、キッカーの一人として成功させ同大会制覇に貢献した。
2012年2月、7月の1.FFCフランクフルト移籍内定が発表された。
2年後の2014年3月、VfLヴォルフスブルクに加入。ブンデスリーガを3度獲得したほか、DFBポカールは5連覇を果たした。
2019年9月、CDタコンに2年契約で加入した。

### 代表
2006年3月のフィンランド戦で初キャップ。以来、ドイツ代表の中心選手として欧州選手権に2度、ワールドカップに3度、夏季オリンピックに2度参加した。
2007 FIFA女子ワールドカップ、UEFA欧州女子選手権2009、リオデジャネイロオリンピックと3つのメジャータイトルを獲得しているほか、ポルトガルサッカー連盟主催のアルガルヴェ・カップでは3度優勝している。

## タイトル

### クラブ
1.FFCトゥルビネ・ポツダム
- ブンデスリーガ:  2005–06, 2008–09, 2009–10, 2010–11
- 女子DFBポカール: 2005–06
- UEFA女子チャンピオンズリーグ: 2009–10

1.FFCフランクフルト
- 女子DFBポカール: 2013-14

VfLヴォルフスブルク
- ブンデスリーガ: 2016–17, 2017–18, 2018–19
- DFBポカール: 2014-15, 2015-16, 2016-17, 2017–18, 2018–19

### 代表
- FIFA女子ワールドカップ: 2007
- UEFA欧州女子選手権: 2009
- 夏季オリンピック: 銅メダル 2008, 金メダル 2016
- アルガルヴェ・カップ: 2006, 2012, 2014

### 個人
- フリッツ・ヴァルター・メダル: 金メダル（2007）
- ジルバーネス・ロールベアブラット: 2007, 2016

## 代表でのゴール
| Peter – goals for Germany | Peter – goals for Germany | Peter – goals for Germany | Peter – goals for Germany | Peter – goals for Germany | Peter – goals for Germany | Peter – goals for Germany         |
| #                         | Date                      | Location                  | Opponent                  | Score                     | Result                    | Competition                       |
| ------------------------- | ------------------------- | ------------------------- | ------------------------- | ------------------------- | ------------------------- | --------------------------------- |
| 1.                        | 2010年3月1日              | ファロ                    | 中華人民共和国            | 4–0                       | 5–0                       | アルガルヴェ・カップ2010          |
| 2.                        | 2011年11月19日            | ヴィースバーデン          | カザフスタン              | 13–0                      | 17–0                      | UEFA欧州女子選手権2013予選        |
| 3.                        | 2011年11月19日            | ヴィースバーデン          | カザフスタン              | 14–0                      | 17–0                      | UEFA欧州女子選手権2013予選        |
| 4.                        | 2011年11月19日            | ヴィースバーデン          | カザフスタン              | 17–0                      | 17–0                      | UEFA欧州女子選手権2013予選        |
| 5.                        | 2016年3月6日              | ナッシュビル              | イングランド              | 2–1                       | 2–1                       | シービリーブスカップ2016          |
| 6.                        | 2017年7月21日             | ブレダ                    | イタリア                  | 2–1                       | 2–1                       | UEFA欧州女子選手権2017            |
| 7.                        | 2017年7月25日             | ユトレヒト                | ロシア                    | 1–0                       | 2–0                       | UEFA欧州女子選手権2017            |
| 8.                        | 2017年10月24日            | アスパッハ                | フェロー諸島              | 4–0                       | 11–0                      | 2019 FIFA女子ワールドカップ・予選 |

出典: